# Sphetta
Sphetta là một chi bướm đêm thuộc họ Notodontidae.